# Mulheres em Myanmar

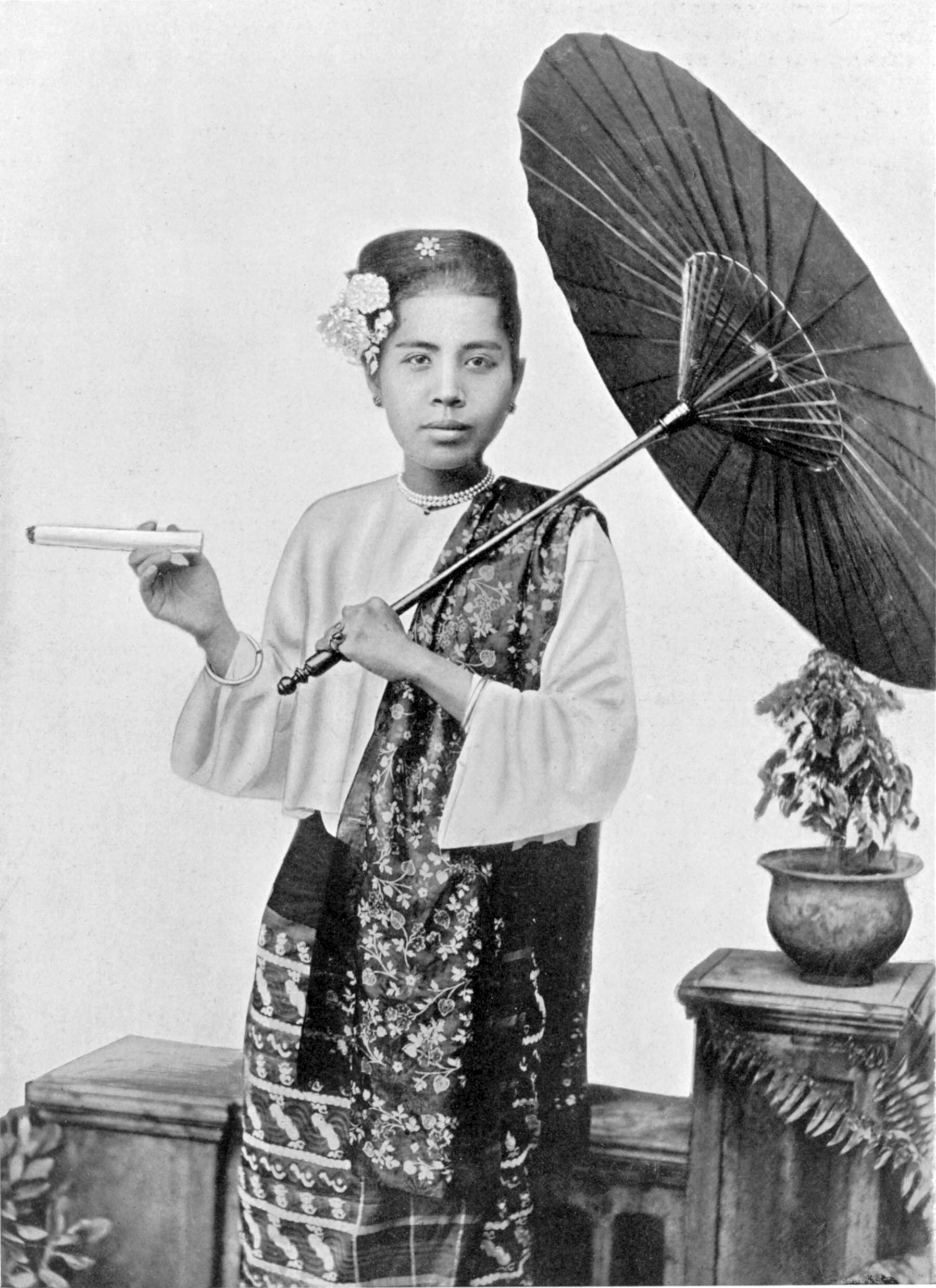
Uma mulher birmanesa em trajes tradicionais, c. 1920.

Historicamente, as mulheres em Myanmar (também conhecido como Birmânia) tiveram um único status social na sociedade birmanesa. De acordo com a pesquisa feita por Daw Mya Sein, mulheres birmanesas durante séculos - mesmo antes da "história registrada" possuíam um "alto grau de independência" e tinham mantido seus "direitos legais e econômicos", apesar das influências do Budismo e Hinduísmo. A Birmânia já teve um sistema matriarcal que incluiu o direito exclusivo de herdar poços de petróleo e o direito de herdar o cargo de chefe da aldeia. Mulheres birmanesas também foram nomeadas para altos cargos por reis birmaneses, com muitas exercendo o posto de rainhas.

## Vestimenta tradicional
O htamein é um dos vestidos tradicionais das mulheres birmanesas. Esta vestimenta foi usada por mulheres durante a dinastia Konbaung (1752-1855), se constituindo numa saia wrap-around, ou às vezes como um material de vestuário dobrado colocado "firmemente através do centro do abdômen ligeiramente à cintura esquerda". Em comparação, homens birmaneses usavam a peça inferior tradicional conhecido como o pahso.

## Família e casamento
Os casamentos eram anteriormente permitidas entre as mulheres birmanesas e estrangeiros do sexo masculino, desde que os tribunais de divisão na Birmânia fossem informados no prazo de 21 dias de antecedência. No entanto, em maio de 2010, o Governo da Birmânia anulou a realização de cerimônias de casamento entre mulheres birmanesas e estrangeiros do sexo masculino. Uma das razões sugeridas foi para evitar o tráfico humano. Mulheres birmanesas se tornam vítimas de traficantes de seres humanos e são comercializadas para a indústria do sexo no Paquistão e Tailândia.
Em certa medida, casamentos arranjados também foram uma parte da tradição da Birmânia, no entanto, as mulheres birmanesas tinham o direito de recusar a oferta de serem prometidas a um parceiro. Atualmente, as mulheres jovens birmanesas podem optar por se casar com alguém de sua preferência.

## O direito das mulheres

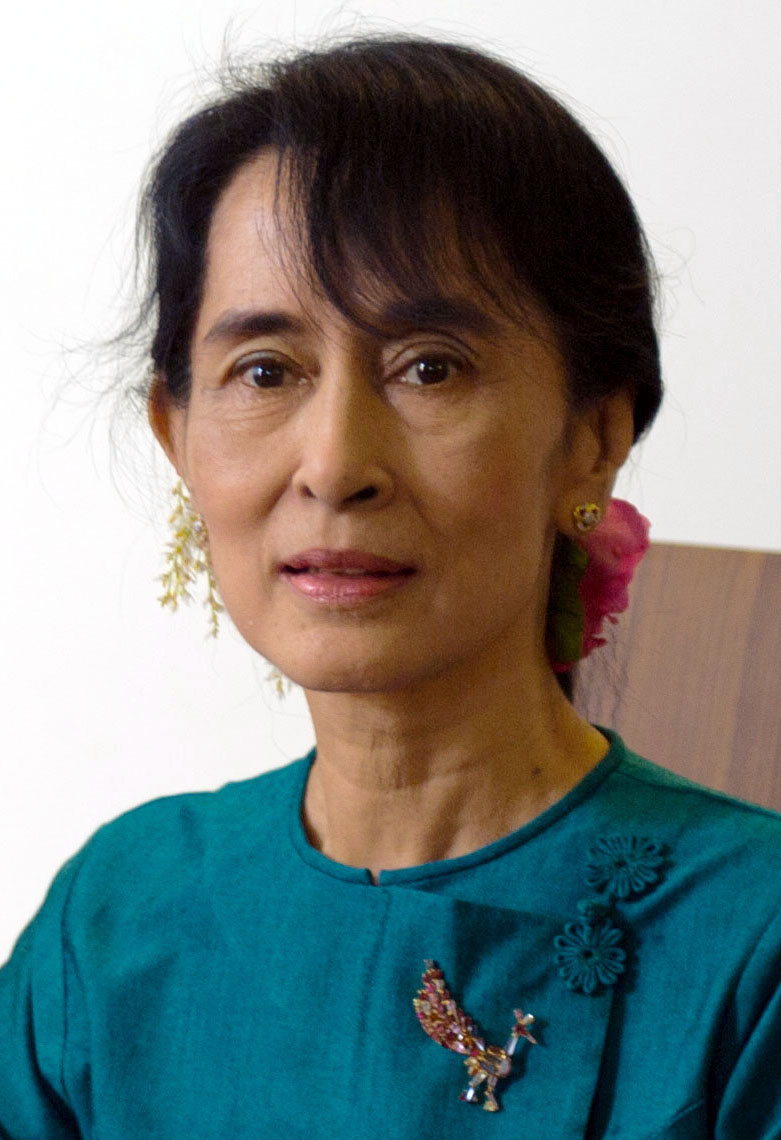
Aung San Suu Kyi, política birmanesa.

Em 2000, a Asian Women's Resource Exchange (AWORC) publicou um relatório intitulado "Direitos Humanos na Birmânia" onde descreve que, por tradição, as mulheres birmanesas são auto-ab negatórias maternas, o que significa que estas mulheres "renunciam de forma consistente as suas próprias necessidades a fim de dar aos seus filhos a primeira prioridade." O relatório também indicou que as mulheres birmanesas rurais e urbanas foram afetadas pelo clima econômico em deterioração na Birmânia. Como resultado, as famílias birmanesas priorizaram cada vez mais os direitos dos homens sobre as mulheres, a recursos limitados. Essas mudanças afetaram o acesso das mulheres birmanesas à nutrição, serviços médicos, formação profissional e outras oportunidades educacionais. Mulheres birmanesas se tornaram trabalhadoras não remuneradas para os militares, o que inclui tornar-se vítimas de escravidão, assassinato, tortura, estupro e ataques. Historicamente, as mulheres birmanesas urbanas possuem níveis de poder social mais elevados, mas depois tornaram-se confrontadas com as restrições ao discurso e limitações na aquisição de posições de alto nível, em ambos os escritórios públicos e privados. uma consequência da política implementada no país pelo governo militar. De acordo com a Asian Women's Resource Exchange (AWORC), apenas um pequeno número de mulheres birmanesas recebem educação relacionada aos direitos reprodutivos e práticas de controle de natalidade seguros, tornando-as propensas a serem infectadas pelo HIV e AIDS.